# Kabompo (Sambia)
Kabompo ist eine Kleinstadt am Fluss Kabompo, einem linken Nebenfluss des Sambesi in der Nordwestprovinz von Sambia. Sie liegt auf etwa 1110 Metern Höhe und hat 15.069 Einwohner (2022). Kabompo ist Sitz der Verwaltung des gleichnamigen Distrikts.

## Infrastruktur
Kabompo hat Grund- und Sekundarschulen und eine ungeteerte 1200-m-Flugpiste. Bis zur Landeshauptstadt Lusaka sind es offiziell 930 Kilometer.